# ایان کولارد
ایان کولارد (انگلیسی: Ian Collard؛ زادهٔ ۳۱ اوت ۱۹۴۷) بازیکن فوتبال اهل بریتانیا است.
از باشگاه‌هایی که در آن بازی کرده‌است می‌توان به باشگاه فوتبال وست برومویچ آلبیون، باشگاه فوتبال پورتسموث، و باشگاه فوتبال ایپسویچ تاون اشاره کرد.